# Тепляков, Евграфий Артемьевич
Евгра́фий Артёмьевич Тепляко́в (род. 6 октября 1934 года, Омск, РСФСР) — российский геолог, лауреат Государственной премии СССР в области науки и техники (1984).

## Биография
Родился в Омске.
Окончил Томский политехнический институт (1957). Трудовая деятельность:
- 1957—1958 техник-геолог Назинской, Юганской разведок треста «ЗапСибнефтегеология».
- 1958—1959 и. о. старшего геолога Юганской разведки, Сургутской нефтеразведки треста «ЗапСибнефтегеология».
- 1959—1962 инженер-геолог участка, старший геолог геологического отдела, старший геолог Усть-Балыкской партии Сургутской НРЭ.
- 1962—1963 начальник геологического отдела Усть-Балыкской НРЭ ТТГУ.
- 1963—1972 главный геолог Сургутской НРЭ Главтюменьгеологии.
- 1972—1978 старший геолог, главный геолог по нефти и газу партии подсчёта запасов Тюменской тематической экспедиции Главтюменьгеологии.
- 1978—1990 начальник геологического отдела, начальник управления поисковых и разведочных работ на нефть и газ Главтюменьгеологии.
- 1990—1991 начальник геологического отдела по нефти и газу треста «Тюменьгеология».
- 1991—1992 начальник геологического отдела по нефти и газу Западно-Сибирского комитета по геологии и использованию недр.
- 1992—1995 вице-президент концерна «Тюменьгеология».
- с 1995 г. — заместитель директора по геологии Научно-аналитического центра регионального недропользования Ханты-Мансийского автономного округа.

Первооткрыватель и участник разведки месторождений Среднего Приобья: Алехинского, Быстринского, Западно-Сургутского, Лянторского, Мегионского, Приобского, Усть-Балыкского, Федоровского и других.

## Награды и звания
Государственная премия СССР в области науки и техники (1984) — за открытие и ускоренную подготовку к промышленному освоению Ямбургского газоконденсатного месторождения.
Заслуженный геолог РСФСР (1980), почётный работник газовой промышленности РФ (1999).
Награждён орденами «Знак Почёта» (1966), Трудового Красного Знамени (1990), Дружбы (2005), медалями «За заслуги в разведке недр» (1983), «За освоение недр и развитие нефтегазового комплекса Западной Сибири» (1983), «Ветеран труда» (1985), знаками «Отличник разведки недр» (1984), «Первооткрыватель месторождения» (1986, Федоровское; 1989, Алехинское и Лянторское).